# مردم هزاره و خراسان بزرگ
مردم هزاره و خراسان بزرگ کتابی است که توسط محمدتقی خاوری نوشته شده و توسط انتشارات عرفان (محمدابراهیم شریعتی افغانستانی) در سال ۱۳۸۲ هجری شمسی به چاپ رسیده‌است. این کتاب در چندین بخش مختلف به بررسی وضعیت جغرافیایی هزارستان (هزاره جات) می‌پردازد.

## موضوعات و بخش‌ها
- موقعیت جغرافیایی
- چشم اندازهای دور
- وجه تسمیه هزاره
- انساب هزاره
- جدول اقوام هزاره
- نسب‌شناسی اقوام هزاره
- حمله عبدالرحمان خان به هزاره جات
- زبان هزارگی
- فولکلور هزاره